# Bruno Musarò

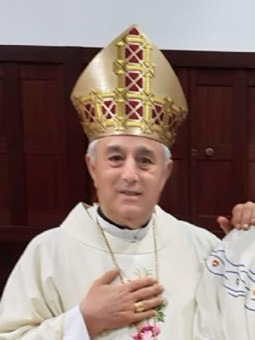
Bruno Musarò, 2019

Bruno Musarò (* 27. Juni 1948 in Andrano, Provinz Lecce) ist ein italienischer Geistlicher, römisch-katholischer Erzbischof und emeritierter Diplomat des Heiligen Stuhls.

## Leben
Bruno Musarò empfing am 19. September 1971 das Sakrament der Priesterweihe für das Erzbistum Otranto.
Am 3. Dezember 1994 ernannte ihn Papst Johannes Paul II. zum Titularerzbischof von Abari und bestellte ihn zum Apostolischen Nuntius in Panama. Die Bischofsweihe spendete ihm der Papst selbst am 6. Januar des folgenden Jahres; Mitkonsekratoren waren der Offizial im Staatssekretariat des Heiligen Stuhls, Kurienerzbischof Giovanni Battista Re, und der Sekretär der Kongregation für die Bischöfe, Kurienerzbischof Jorge María Mejía. 
Am 25. September 1999 wurde Bruno Musarò Apostolischer Nuntius in Madagaskar und Mauritius sowie auf den Komoren und Seychellen. Papst Johannes Paul II. bestellte ihn am 10. Februar 2004 zum Apostolischen Nuntius in Guatemala. Am 5. Januar 2009 ernannte ihn Papst Benedikt XVI. zum Apostolischen Nuntius in Peru. Die Ernennung zum Apostolischen Nuntius auf Kuba erfolgte am 6. August 2011.
Papst Franziskus ernannte ihn am 5. Februar 2015 zum Apostolischen Nuntius in Ägypten und zum Apostolischen Delegaten bei der Arabischen Liga. Am 29. August 2019 ernannte ihn Papst Franziskus zum Apostolischen Nuntius in Costa Rica.
Am 11. Juli 2023 nahm Papst Franziskus sein aus Altersgründen vorgebrachtes Rücktrittsgesuch an.